# Министерство духовных дел и народного просвещения Российской империи
Министерство духовных дел и народного просвещения — центральное государственное учреждение в Российской империи, руководившее духовными делами всех исповеданий в России и учреждениями народного просвещения и науки. 
Существовало в 1817—1824 годах. Известно также под неофициальными названиями «двойное министерство» и «сугубое министерство». Чуть позже Департамент духовных дел был в Министерства внутренних дел империи.

## История министерства
Министерство учреждено указом императора Александра I от 24 октября 1817 года.
Оно было образовано путём объединения: 
- Министерства народного просвещения;
- Главного управления духовных дел православного исповедания Святейшего Синода;
- Главного управления духовных дел иностранных исповеданий[2].

Указом от 15 (27) мая 1824 года министерство было расформировано в связи со значительным дублированием его функций Синодом — в результате давления со стороны партии противников министра князя А. Н. Голицына во главе с А. А. Аракчеевым. «Сугубым министерством» также было крайне недовольно высшее духовенство во главе с митрополитом Санкт-Петербургским Серафимом (Глаголевским). Взамен расформированного министерства были восстановлены три указанных выше ведомства с некоторым изменением их функций относительно 1817 года.

## Основные подразделения министерства

### Департамент духовных дел
Ведал делами всех российских вероисповеданий, осуществляя связь с другими ведомствами, ведавшими духовными делами: 
- православного исповедания: Святейшим Правительствующим Синодом и его обер-прокурором, вошедшим в подчинение к министру духовных дел; синодальными конторами, консисториями и дикастериями; Комиссией духовных училищ Синода; главами православных епархий;
- других христианских вероисповеданий: Римско-католической духовной коллегией, Юстиц-коллегией лифляндских и эстляндских дел, Генеральным лютеранским Синодом и др.;
- нехристианских вероисповеданий: иудаистскими общинами, мусульманскими муфтиями и др.

В ведении департамента было управление религиозной деятельностью на территории Российской империи, а также Царства Польского, Палестины и некоторых других территорий, включая вопросы открытия и упразднения церквей и монастырей, хозяйственные вопросы относительно духовного имущества, статистики и т. д.
Департамент состоял из четырех отделений:
- 1 отделение — дела греко-российского вероисповедания;
- 2 отделение — дела римско-католического, греко-униатского и армянского вероисповеданий;
- 3 отделение — дела всех протестантских вероисповеданий;
- 4 отделение — дела еврейского, мусульманского и других вероисповеданий (кроме ламаистского, оставшегося в ведомстве Министерства иностранных дел).

### Департамент народного просвещения
Осуществлял общее руководство деятельностью учебных и научных учреждений в России.
- 1 отделение — дела Главного правления училищ, Ученого комитета министерства, цензуры, издания учебной литературы и вообще книгоиздания в России (в нем велся учет всех изданных книг);
- 2 отделение — дела учебных округов и университетов, организация и контроль за учебным процессом в учебных заведениях;
- 3 отделение — дела Академии наук, Академии художеств, лицеев, Императорской публичной библиотеки, ученых обществ, музеев, типографий и др.;
- 4 отделение — хозяйственные и административные дела министерства.

См. также соответствующий раздел в статье Министерство народного просвещения

## Министр духовных дел и народного просвещения
1. Князь Голицын, Александр Николаевич (24 мая [5 июня] 1817 — 15 [27] мая 1824)